# Sabadillsläktet
Sabadillsläktet (Schoenocaulon) är ett växtsläkte i familjen nysrotsväxter med cirka 25 arter från Nord-, Central- och Sydamerika. De flesta arterna förekommer i Mexiko. En art, sabadill (S. officinale), odlas för sitt gift som används till bekämpningsmedel mot insekter och som läkemedel, bland annat i form av sabadillättika.
Arter enligt Catalogue of Life:

- Schoenocaulon calcicola
- Schoenocaulon caricifolium
- Schoenocaulon comatum
- Schoenocaulon conzattii
- Schoenocaulon dubium
- Schoenocaulon frameae
- Schoenocaulon ghiesbreghtii
- Schoenocaulon ignigenum
- Schoenocaulon intermedium
- Schoenocaulon jaliscense
- Schoenocaulon macrocarpum
- Schoenocaulon madidorum
- Schoenocaulon megarrhizum
- Schoenocaulon mortonii
- Schoenocaulon oaxacense
- Schoenocaulon obtusum
- Schoenocaulon officinale
- Schoenocaulon pellucidum
- Schoenocaulon plumosum
- Schoenocaulon pringlei
- Schoenocaulon rzedowskii
- Schoenocaulon tenorioi
- Schoenocaulon tenue
- Schoenocaulon tenuifolium
- Schoenocaulon texanum
- Schoenocaulon tigrense

## Bildgalleri

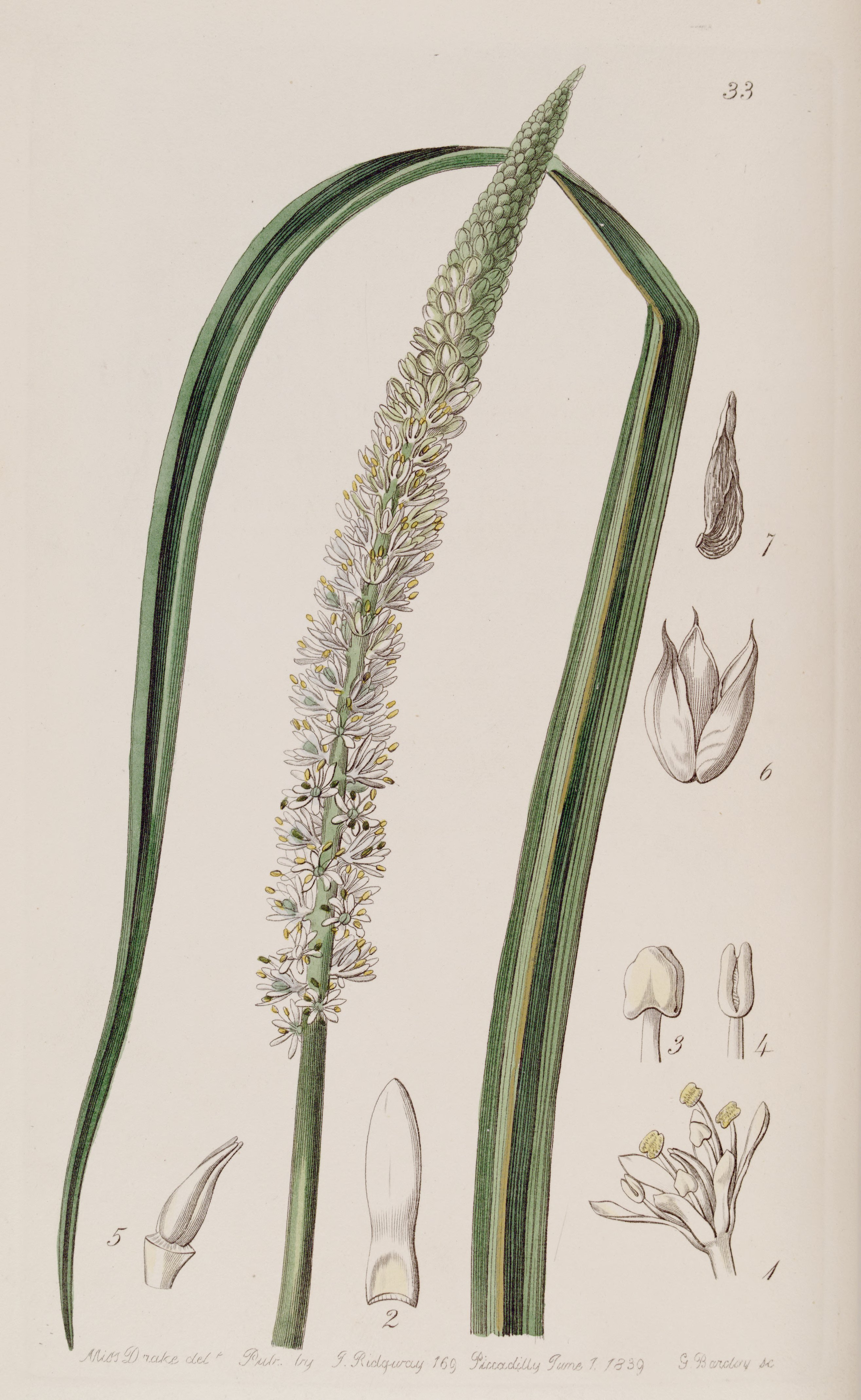
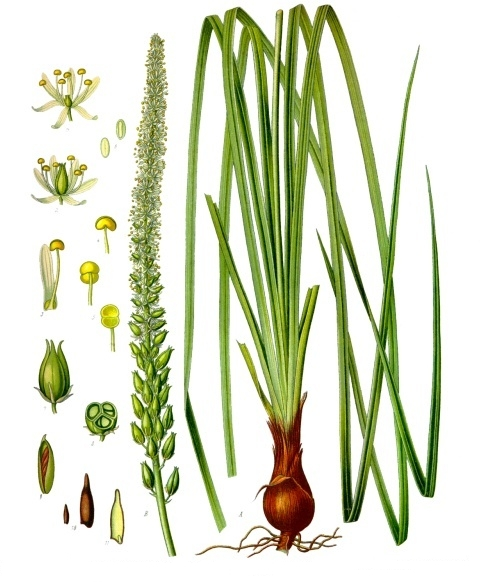
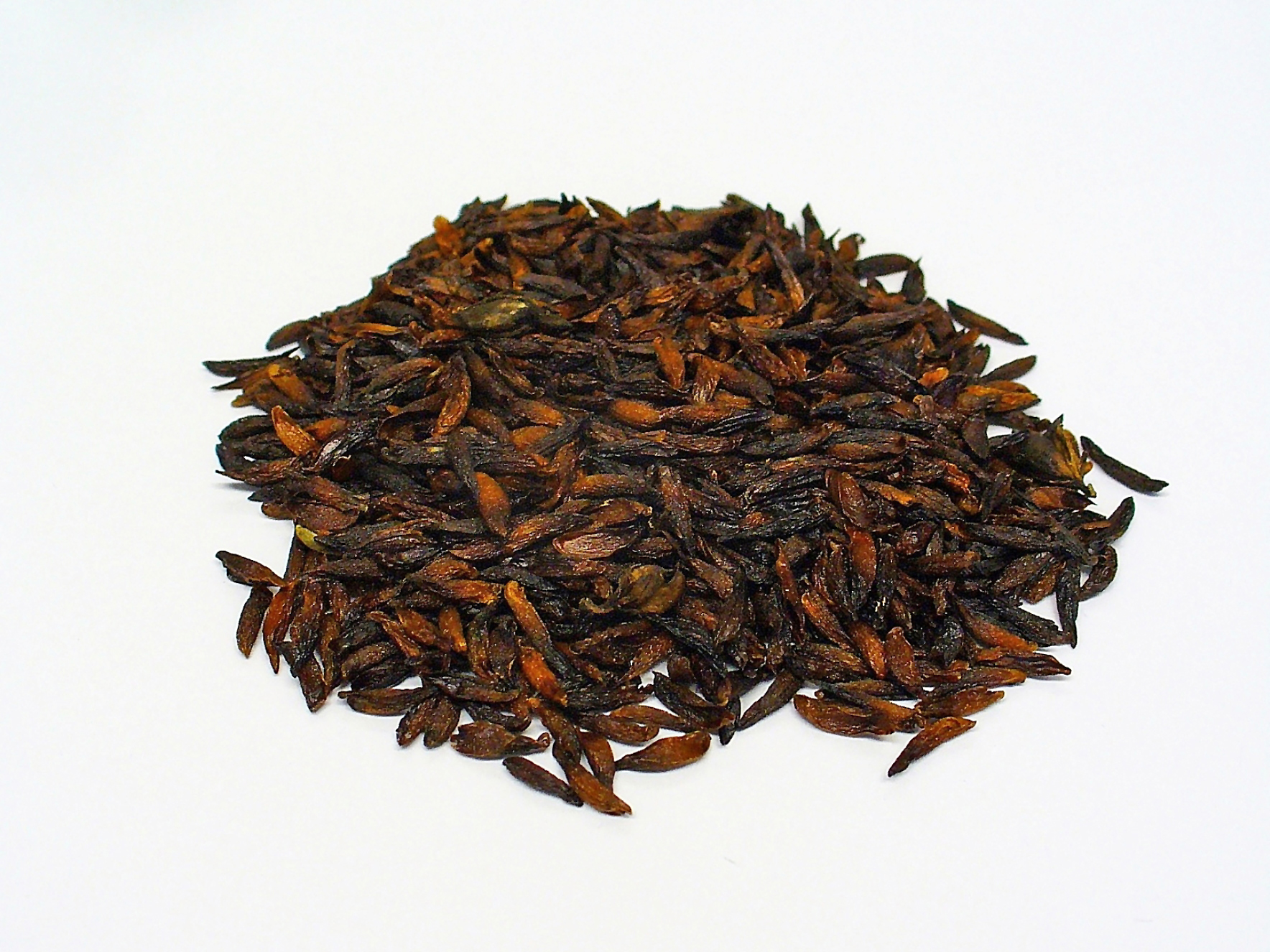